# Polityka kryminalna
Polityka kryminalna – zbiór przepisów i działań podejmowanych przez państwo lub inne podmioty, skierowany na zwalczanie, zapobieganie, osłabianie oraz ograniczanie zjawiska przestępczości. W szerokim rozumieniu, pod pojęciem kryją się działania związane z ustawodawstwem karnym, orzekaniem i egzekwowaniem sankcji oraz ze ściganiem przestępstw. To pomocnicza nauka prawa karnego, której zadaniem jest analiza działań państwa i społeczności. Obejmuje politykę prawa karnego, ścigania przestępstw oraz stosowania kar za ich dokonanie.    

## Nauki prawne związane z polityką kryminalną
- Kryminologia
- Kryminalistyka
- Penitencjarystyka – dziedzina nauki, która zajmuje się problematyką pozbawienia wolności, funkcjonowania więzień oraz egzekwowaniem kar[4].
- Wiktymologia
- Penologia – zbiór nauk zajmujący się prawem karnym, systemami karnymi, ich genezą oraz organizacją więziennictwa[5].

## Początki polityki kryminalnej w Europie
Polityka kryminalna jako nauka prawna, narodziła się pod koniec XIX w. podczas trwania okresu dominacji socjologicznej szkoły prawa karnego. Za twórcę tej szkoły uznaje się Franza von Liszta, austriackiego prawnika i profesora prawa karnego oraz międzynarodowego. To on w swoim "programie marburskim" zwrócił uwagę na problem skierowania kary wobec sprawcy, a nie wobec czynu: "Nie czyn, lecz sprawca zostaje ukarany". Z Programu marburskiego (1882), czyli programu odnowy prawa karnego oraz innych opracowań Franza von Liszta, wyłania się jego idea, w której to przerzucił winę za przestępstwo na przestępcę, a tym samym opisywał je jako szkodliwe i społecznie uwarunkowane. Kolejnym aspektem, na który zwrócił uwagę było rozpatrywanie prawa karnego przez badanie przestępczych zachowań za pomocą nauk z dziedziny kryminologii i penologii. 

## Polityka kryminalna współcześnie
Przedmiotem polityki kryminalnej są działania mające na celu zapobieganie przestępczości. Obejmują one profilaktykę uprzedzającą oraz objawową. Profilaktyka uprzedzająca jest zespołem działań podjętych jeszcze przed wystąpieniem zdarzenia, prowadzącym do jego skutków, a profilaktyka objawowa koncentruje się na usuwaniu skutków lub przyczyn przestępstwa. Współcześnie, działania te są skierowane na realizację obu celów, począwszy od analizy przestępstwa z perspektywy społecznej, aż po zakończenie procesu resocjalizacji sprawcy. W celu zapewnienia bezpieczeństwa państwu, system penitencjarny mierzy się z szeregiem wyzwań. Podejmowane są różnego rodzaju działania, obok których pojawiają się analizy i badania związane zarówno ze wskazaniem nowych perspektyw badawczych oraz z nowoczesnymi możliwościami i technikami prowadzenia badań.   